# くすり指の教科書
『くすり指の教科書』（くすりゆびのきょうかしょ）は、1996年4月5日にActiveが発売した成人向けアドベンチャーゲーム。本項では続編である『くすり指の教科書2』についても解説する。
本作において、プレイヤーは主人公の行動を選択し、交友を深めていく。本作は普段の生活の中の恋愛を描いており、物語は13からなるマルチエンディング形式となっている。
巨鯨科技より、中国語版である『無名指的教科書』が発売されている。

## 登場人物
武田 俊夫
本作の主人公。単位制の高校に通っており、物語開始時点ではすでに必要単位を取得していた。
田中 ともみ
俊夫の隣に住む幼馴染。母親に良子がいる。
香住 千里
関西からの転校生。
坂田 有美
俊夫のクラスメイト。
西村 萌
俊夫の昔馴染み兼クラスメイト。
水原 幸弘
俊夫のクラスメイト。
高田 司
俊夫の1つ下の後輩。
名木 武士
俊夫らのクラスの担任。

## くすり指の教科書2
『くすり指の教科書2』は1997年7月31日に発売されたアダルトゲーム。
前作のスピンオフに近い内容となっており、前作の主人公である武田俊夫は物語の舞台となる専門学校のサークルの主催者として登場する。
また、物語は10からなるマルチエンディング形式となっている。
前作のタイトルロゴが教科書をイメージしたものに対し、本作のタイトルロゴは指輪をあしらわれている。また、英文サブタイトルとして A textbook of "Ring Finger" Second が付け加えられた。

### 登場人物（2）
メインキャラクター
- 春日野 一哉 - 『くすり指の教科書2』の主人公で、専門学校には一浪後に入学した。街の大きなホテルに勤務する母親を持つ。
- 逆瀬 希 - 専門学校の新入生
- 夙川 雛 - 専門学校の新入生、主人公と同じコースを受講
- 岡町 あゆみ - 専門学校の新入生、遠くから通っており寮に住む
- 牧落 忍 - 大学受験に失敗し、専門学校に入学
- 南方 弥子 - 1つ年下の幼馴染

サブキャラクター
- 武田 俊夫 - 前作の主人公。仲良しサークルを発足させ、「サークルに女性1人は誘う」という約束を強引に取り付ける。
- 川西 実 - 主人公と同じく、俊夫のサークルに巻き込まれてしまう

### 主題歌
Activeが初めて主題歌を導入した作品で、オープニング曲「くすり指の約束」は本編で使用されるYuzukoによる曲の他、オマケとして本作品中に登場する南方弥子役による別ヴァージョンも収録されている。
オープニング主題歌「くすり指の約束」
歌：Yuzuko／作詞：ぱか／作曲：アーティスティック コンセプツ
ゲームCD-ROMにCD-DA形式で収録。
イメージソング「くすり指の約束 -弥子バージョン-」
歌：南方弥子／作詞：ぱか／作曲：アーティスティック コンセプツ
声優非公開のためキャラクター名でクレジットされている。ゲームCD-ROMにCD-DA形式で収録。
イメージソング「くすり指の約束 -南方弥子スペシャルバージョン-」
歌：南方弥子／作詞：ぱか／作曲：アーティスティック コンセプツ
1番と2番の歌詞の間に南方弥子の台詞が入ったセリフ入りバージョン。公式サイトで公開。データ集「アクティブ恋愛方程式」にCD-DA形式で収録。

## 評価
IGNの歐陽宇亮は、本作を通じてActive及び原画家の風上旬を気に入ったと述べており、別の記事では『くすり指の教科書』のBGM「りんどうの咲く丘で」を泣かせる名曲だと評した。